# Chéran (affluent de l'Oudon)
Pour les articles homonymes, voir Chéran (homonymie).
Le Chéran est une rivière française des départements Maine-et-Loire et Mayenne, dans la région Pays de la Loire, et un affluent droit de l'Oudon, c'est-à-dire un sous-affluent du fleuve la Loire par la Mayenne et la Maine.

## Géographie
De 30,2 kilomètres de longueur, le Chéran prend sa source sur la commune de Saint-Aignan-sur-Roë à 105 mètres d'altitude.
Le Chéran coule globalement du ouest-nord-ouest vers le l'est-sud-est.
Le Chéran conflue, en rive droite de l'Oudon, sur la commune de Segré-en-Anjou Bleu, à 32 mètres d'altitude,.
Les cours d'eau voisins sont, dans le sens des aiguilles d'une montre, l'Usure au nord, l'Oudon au nord-est, à l'est et au sud-est, le ruisseau de la Queille au sud, l'Araize au sud-ouest, le Semnon à l'ouest, et l'Ardenne au nord-ouest.

### Communes et cantons traversés
Dans les deux départements de Maine-et-Loire et de la Mayenne , le Chéran traverse les neuf communes suivantes, dans le sens amont vers aval, de Saint-Aignan-sur-Roë (source), La Rouaudière, Congrier, Saint-Saturnin-du-Limet, Renazé, Saint-Martin-du-Limet, Bouchamps-lès-Craon, La Boissière, Segré-en-Anjou Bleu (confluence).
Soit en termes de cantons, le Chéran traverse ddd cantons, prend source et traverse dans le canton de Cossé-le-Vivien, conflue dans le canton de Segré, le tout dans les arrondissements de Château-Gontier et de Segré.

### Bassin versant
Le Chéran traverse une seule zone hydrographique « l'Oudon de l'Hière (NC) à l'Araize (NC) ». Son bassin versant est de 112 km2.

### Organisme gestionnaire
L'organisme gestionnaire est le syndicat du bassin de l'Oudon depuis le 1er janvier 2018 par fusion de trois anciens syndicats, et sis à Segré-en-Anjou Bleu. Le syndicat de bassin de l'Oudon poursuite les compétences actuelles de « Gestion des milieux aquatiques et prévention des inondations (GE.M.A.P.I.), Aménagement et gestion des ouvrages hydrauliques, Lutte contre les pollutions diffuses, Animation (portage de la Commission Locale de l’Eau) ». Le SAGE de l'Oudon est tel qu'« un premier schéma a été élaboré à partir de 1998 et a été approuvé en 2003. Il a été révisé à partir de 2010. Le S.A.G.E. actuellement en vigueur a été approuvé par arrêté préfectoral le 8 janvier 2014 ».

## Affluents
Le Chéran a dix-huit tronçons affluents référencés.
les principaux de plus de deux kilomètres sont :
- le Beauvais (rd[note 1]) 6 km, sur les trois communes de Congrier (confluence), La Rouaudière (source), Saint-Aignan-sur-Roë sans affluent.
- le ruisseau de la Ridelais (rg), 4 km sur les deux communes de Congrier (confluence) et Saint-Saturnin-du-Limet (source), avec un affluent et de rang de Strahler trois :
  - le ruisseau des fléchères (rg), 2 km sur les deux communes Saint-Martin-du-Limet (source) et Saint-Saturnin-du-Limet (confluence) avec un affluent :
    -  ? (rg), 1 km sur la seule commune de Saint-Martin-du-Limet et sans affluent.
- la Guardière (rd), 3 km sur les trois communes de Congrier (source), La Rouaudière et Saint-Saturnin-du-Limet (confluence) sans affluent.
- ? (rd), 3 km sur la seule commune de Congrier et sans affluent.
- le ruisseau de Beauchêne (rg), 2 km sur les trois communes de Congrier (confluence), Saint-Aignan-sur-Roë (source) et Saint-Saturnin-du-Limet, avec un affluent et de rang de Strahler deux :
  -  ? (rd), 2 km sur Saint-Aignan-sur-Roë (source) et Saint-Saturnin-du-Limet (confluence), sans affluent.

Les treize autres affluents sont de rang de Strahler un, deux ou trois.

### Rang de Strahler
Le rang de Strahler est donc de quatre par le ruisseau de la Ridelais et le ruisseau des Fléchères.

## Hydrologie

### Le Chéran à la Boissière
La station M3774010 - Le Chéran à La Boissière, est en service depuis le 1er décembre 1971, pour un bassin versant de 85 km2, à 39 m d'altitude. Cette station analyse 75% du bassin versant, puisque le bassin versant total du cours d'eau est de 112 km2
Le module à La Boissière est de 0,277 m3/s.
Le régime hydrologique est donc de type régime pluvial océanique.

### Étiage ou basses eaux
À l'étiage, c'est-à-dire aux basses eaux, le VCN3, ou débit minimal du cours d'eau enregistré pendant trois jours consécutifs sur un mois, en cas de quinquennale sèche s'établit à 0,003 m3/s, ce qui est sévère,.

### Crues
Sur cette courte période d'observation, le débit journalier maximal a été observé le 26 février 1996 pour 18,20 m3/s. Le débit instantané maximal a été observé le même 26 février 1996 avec 23,20 m3/s en même temps que la hauteur maximale instantanée de 303 cm soit 3,03 m.
Le QIX 10 est de 18 m3/s, le QIX 20 est de 21 m3/s, et le QIX 50 est de 25 m3/s, alors que le QIX 2 est de 9 m3/s et le QIX 5 de 14 m3/s.

### Lame d'eau et débit spécifique
La lame d'eau écoulée dans cette partie du bassin versant de la rivière est de 185 millimètres annuellement, ce qui est inférieur à la moyenne en France. Le débit spécifique (Qsp) atteint 5,8 litres par seconde et par kilomètre carré de bassin.

## Pêche et AAPPMA
Le Chéran est un cours d'eau de deuxième catégorie.
Le Chéran est couvert par quatre AAPPMA en Mayenne : AAPPMA de Saint-Aignan-sur Roë, de Congrier/Saint-Saturnin-du-Limet, de Renazé, 
Le peuplement piscicole de ce cours d'eau est signalé avec de  brème, du brochet, la carpe, la chevesne, du gardon, de la perche, du sandre et de la tanche.

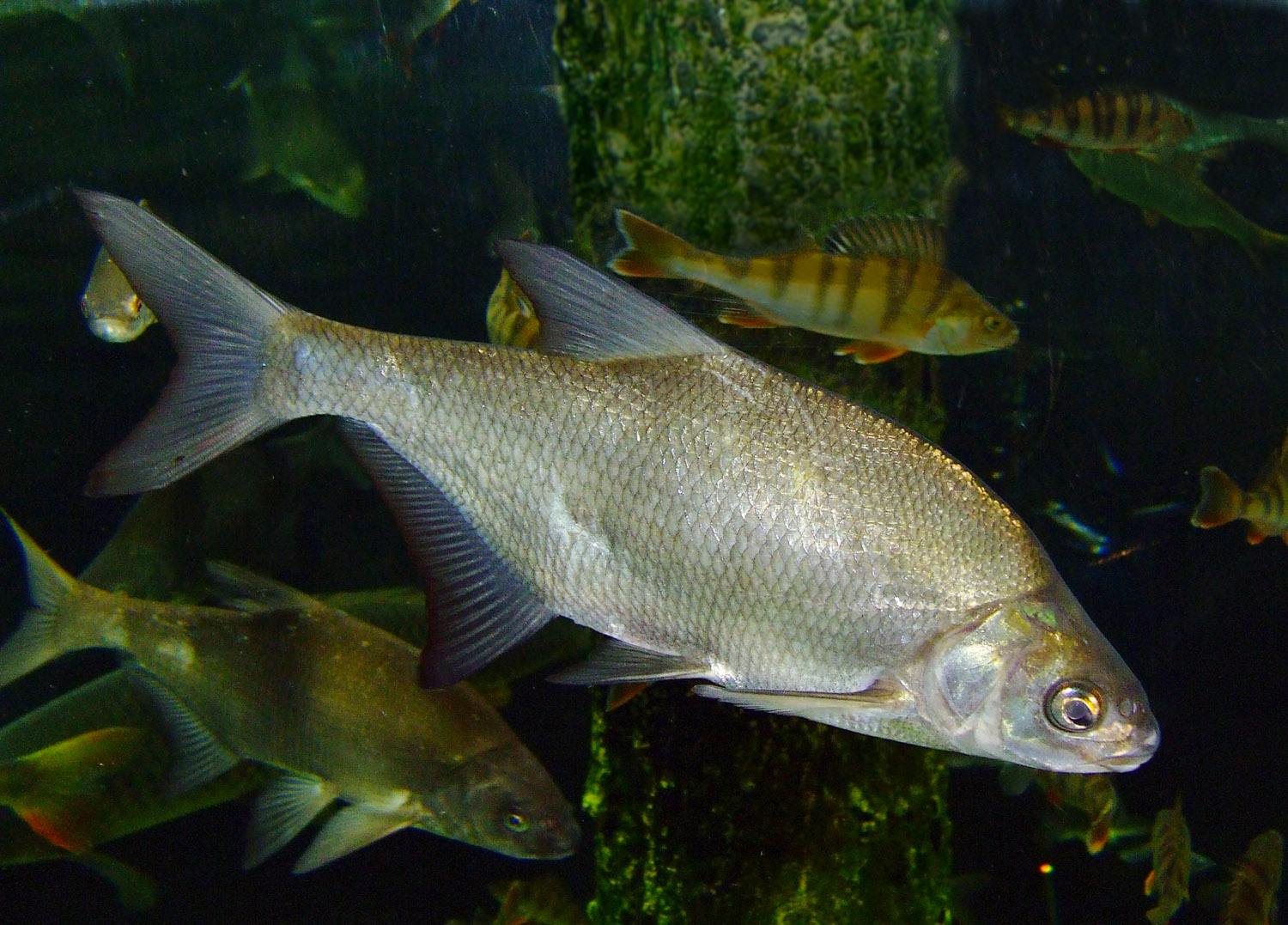
Brème commune
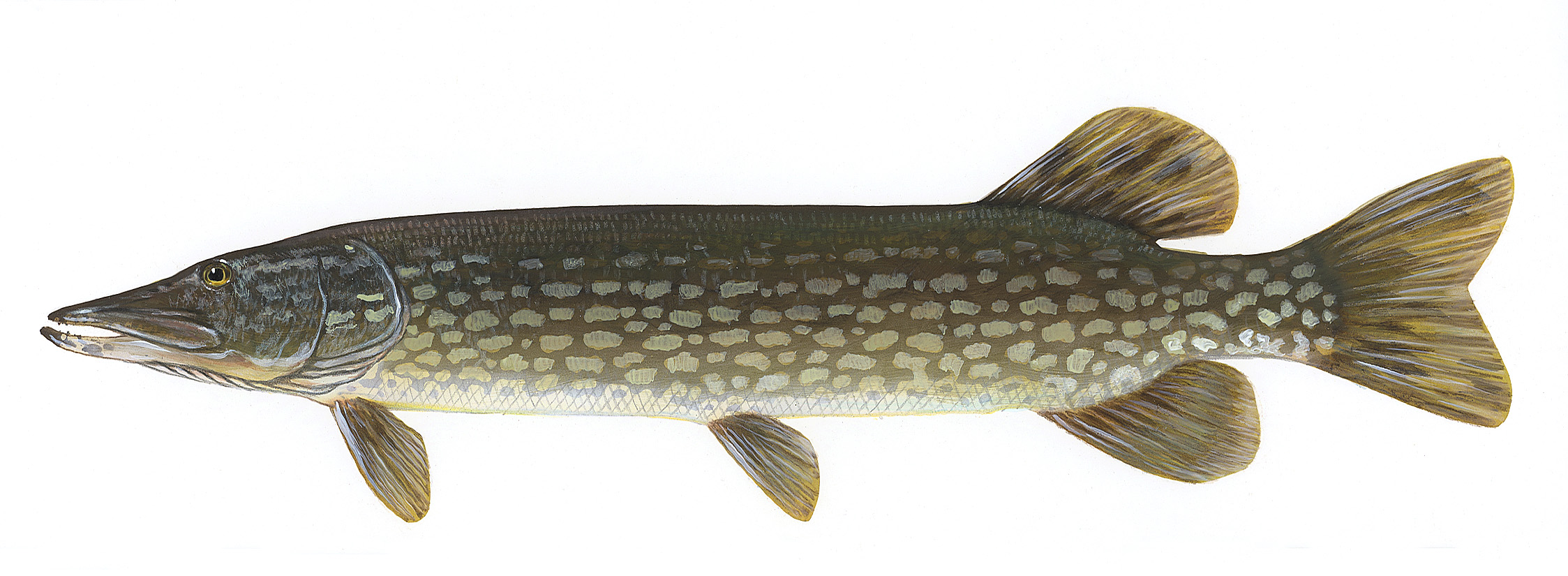
Grand brochet
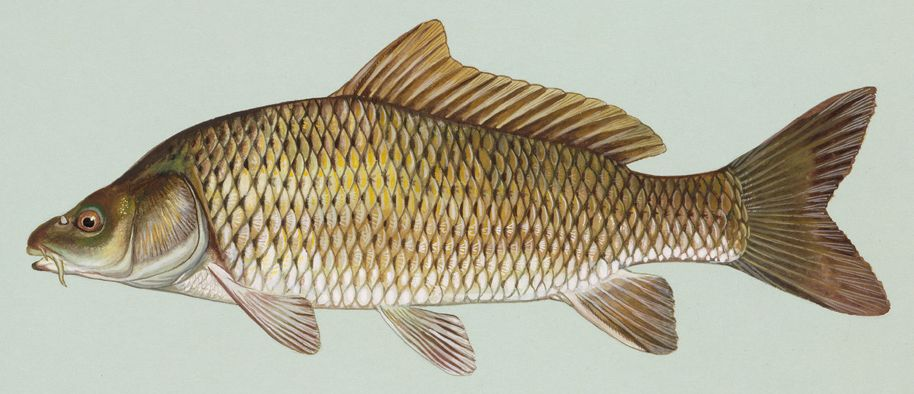
Carpe commune
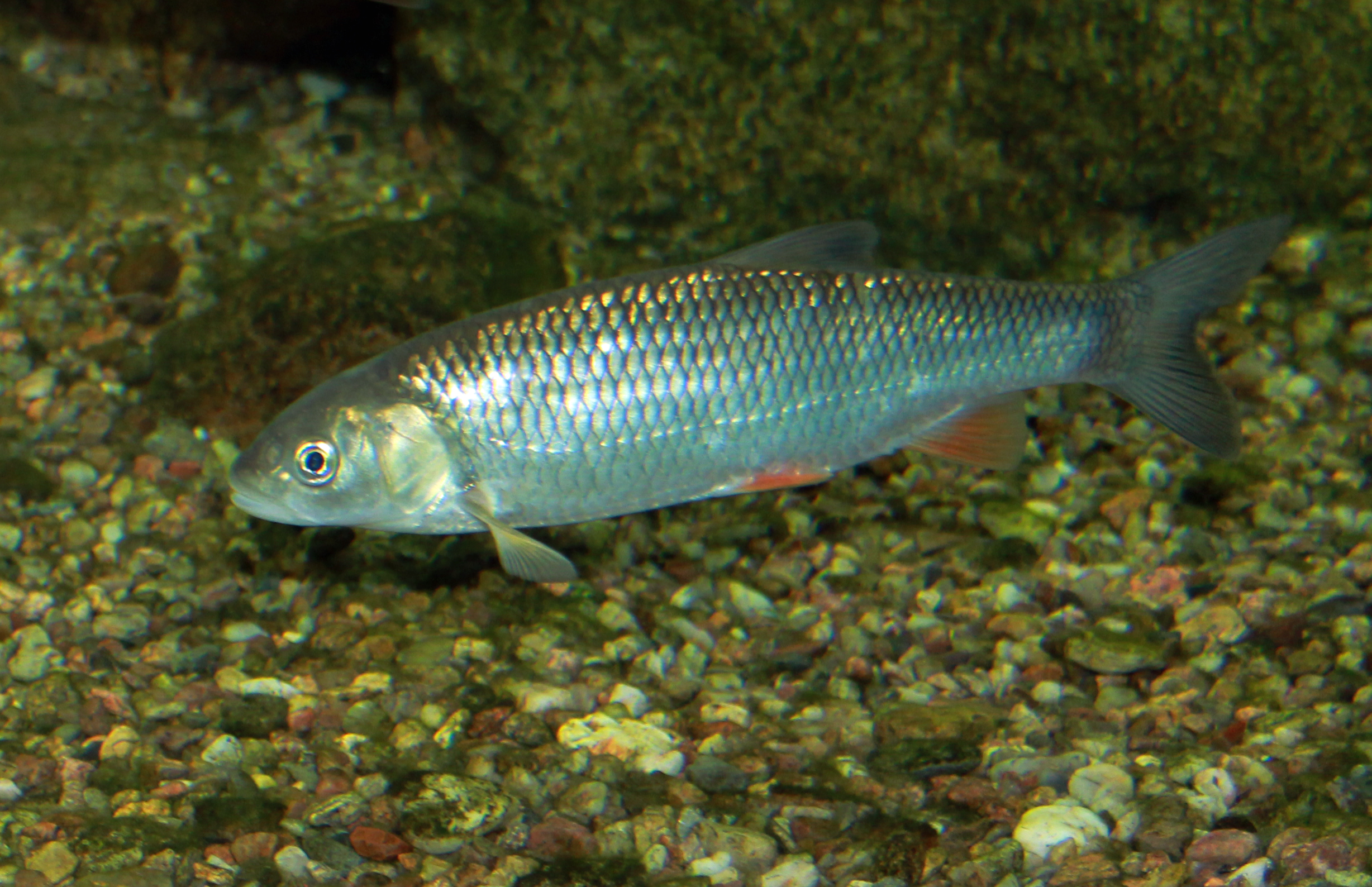
Chevesne
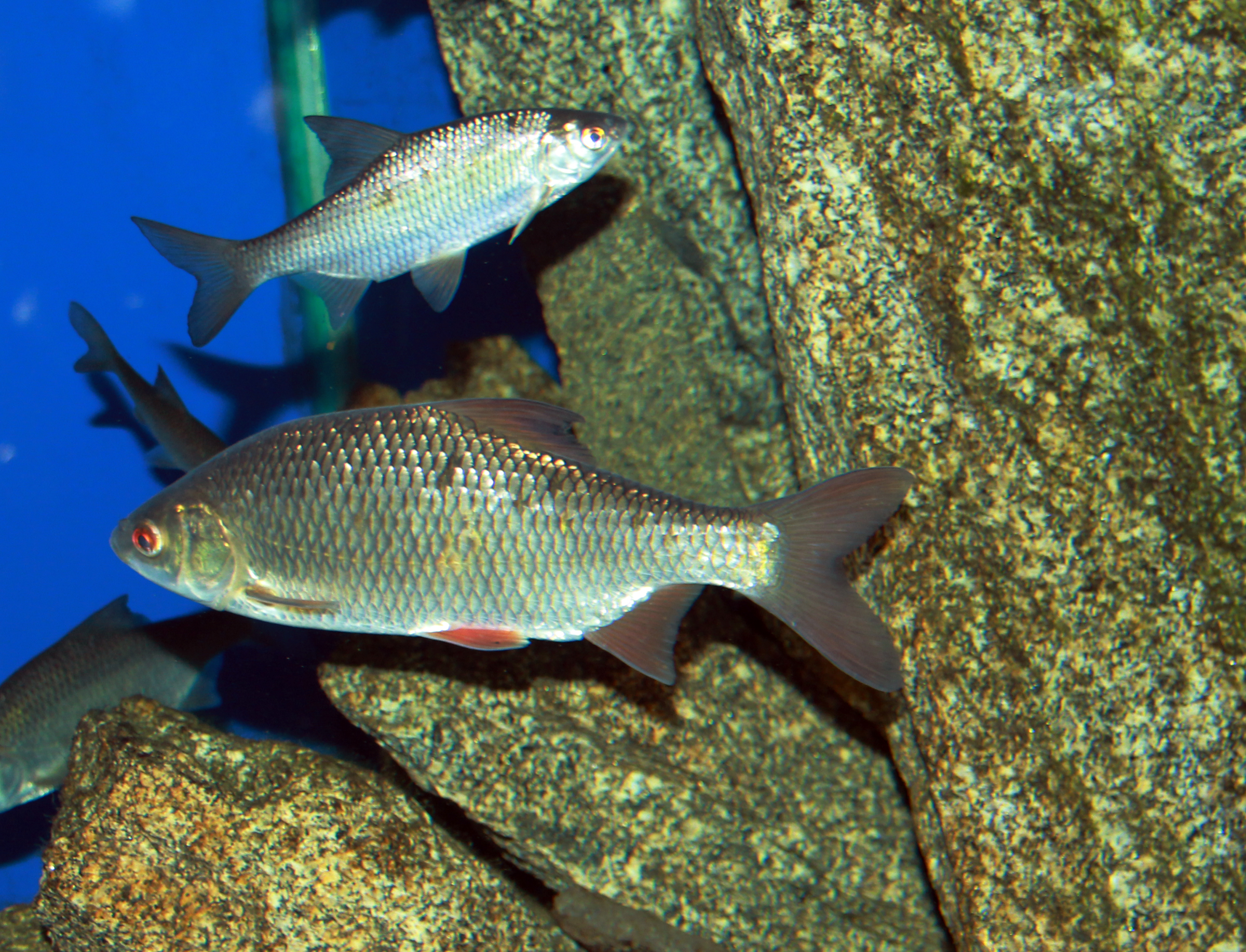
Gardon
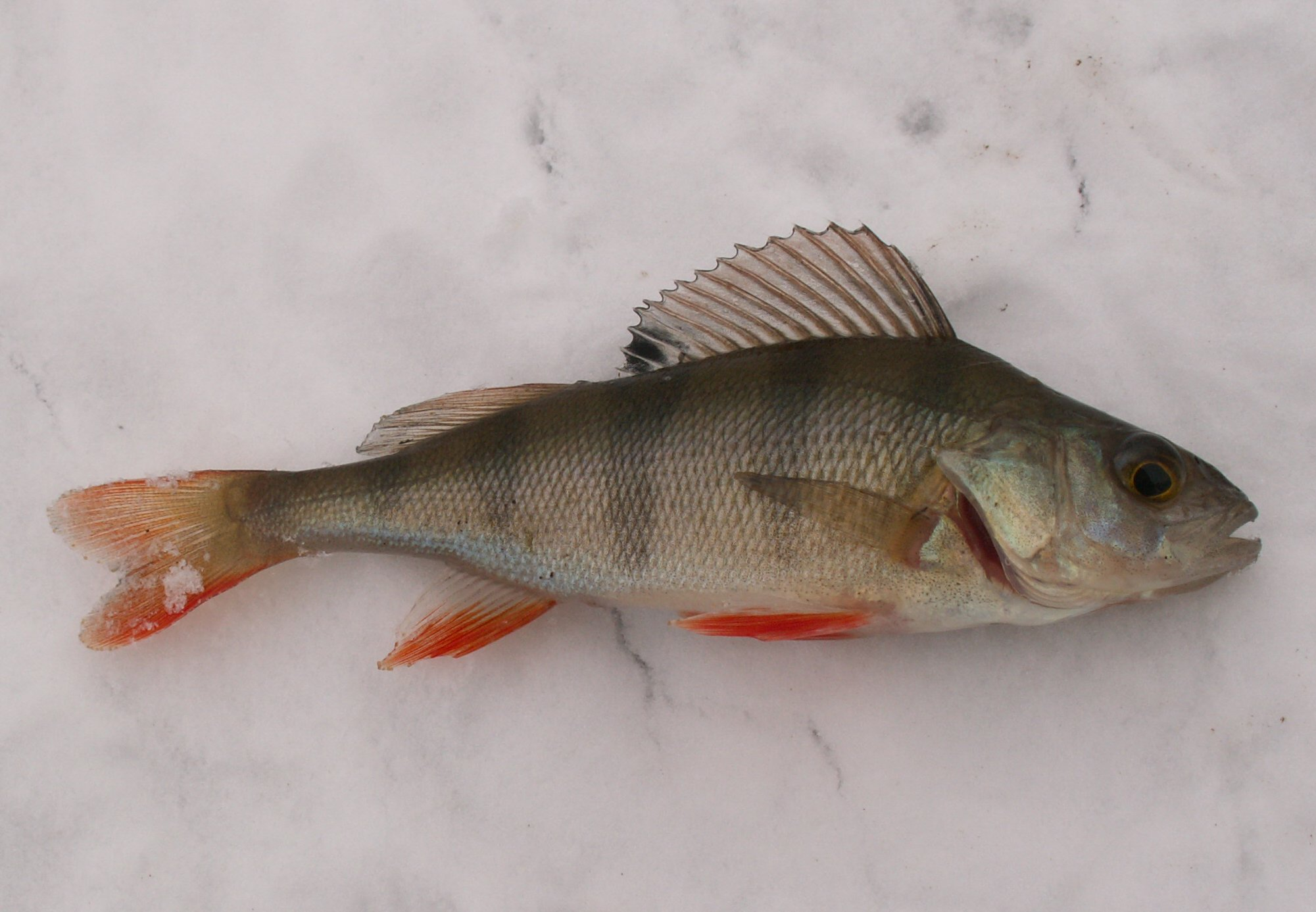
Perche
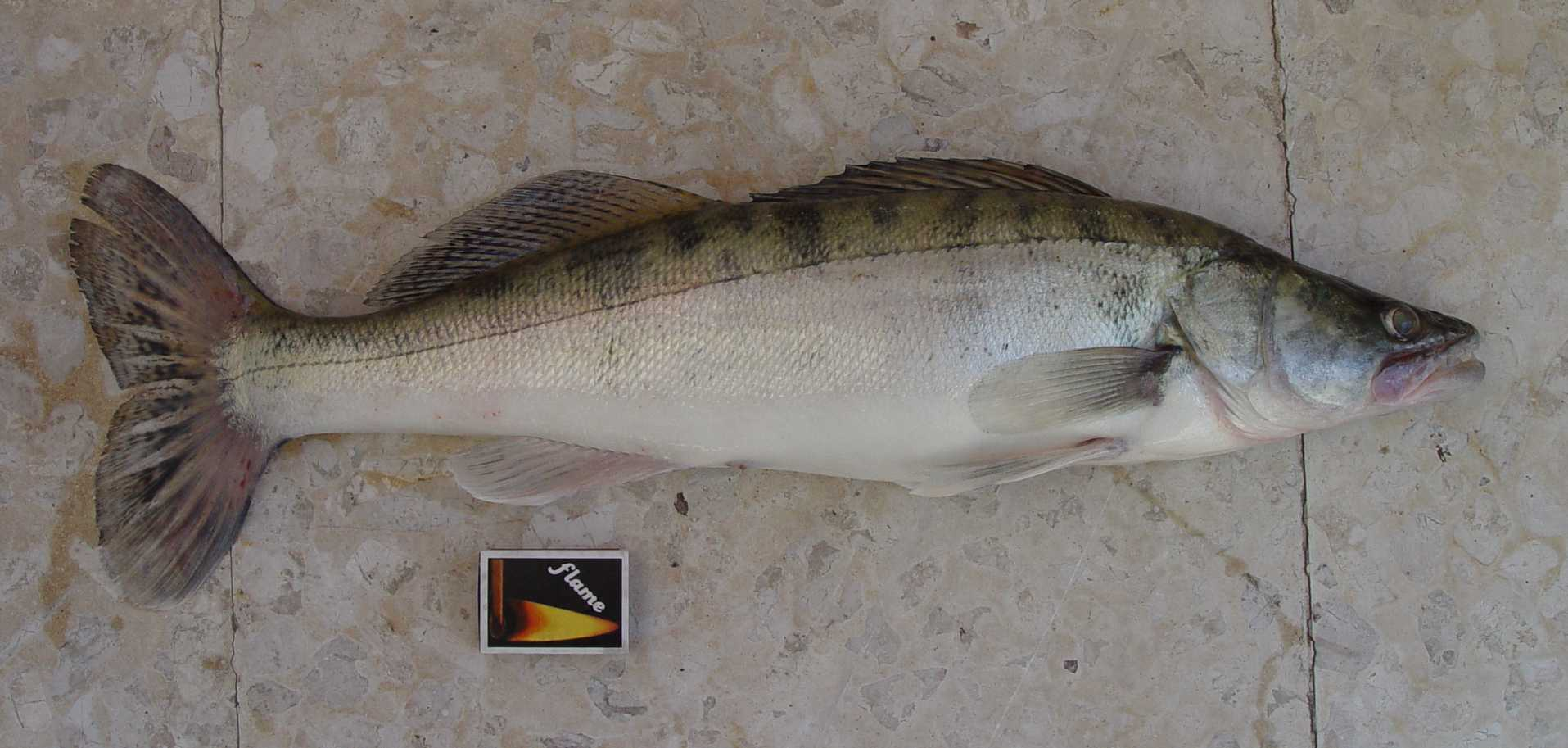
Sandre
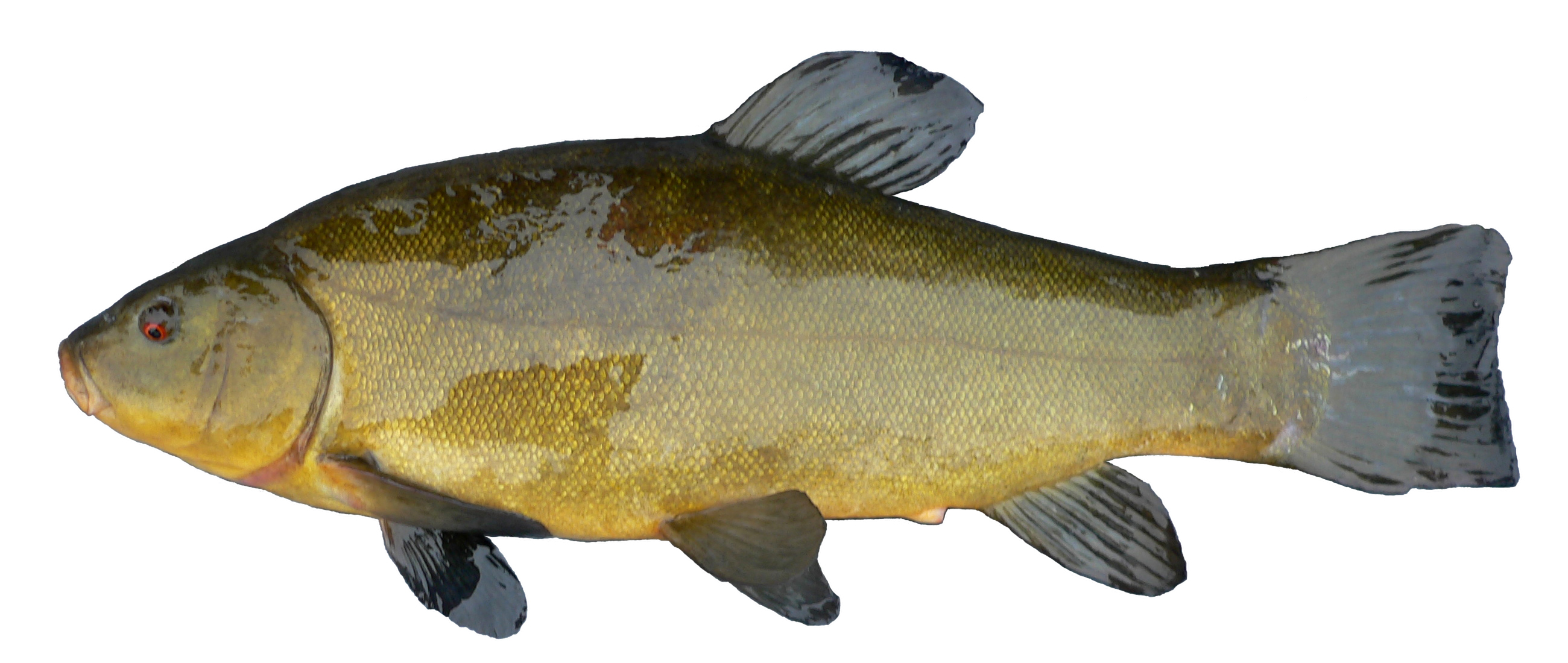
Tanche femelle